# دارشاهي (دنا)
دارشاهي (بالفارسية: دارشاهی) هي قرية تقع في إيران في قسم دنا الريفي. يقدر عدد سكانها بـ 816 نسمة بحسب إحصاء 2016.